# タクシーの営業区域
本項では、日本のタクシーの営業区域（えいぎょうくいき）について解説する。一般に「○○交通圏」あるいは「○○地区」などと呼ばれる。

## 概要
タクシーの営業区域は道路運送法施行規則第5条に基づき地方運輸局長が指定する。主に市郡単位で設定されるほか、本土と架橋されていない島嶼部では島ごとに設定される。この営業区域を単位とし、事業者は区域内に営業所を設置しなければならない。個人タクシーにも営業区域の設定があり、住居を兼ねた営業所を営業区域内に設置しなければならない。
営業区域は、地域の旅客流動を踏まえてタクシーの需給量を調整する目的で定められており、この区域内は運賃が同一となる。また、発地及び着地のいずれも営業区域外となる旅客の運送をしてはならない。但し、急病人を運送する場合や特例を受けた場合はこの限りではない。例えば愛知県新城市では、タクシー事業者の撤退で市全域をカバーできるタクシーが1両のみとなってしまったため、隣接地域のタクシー事業者に営業区域外旅客運送の認定を与えて旅客の利便を確保している。 また、営業区域内でのタクシー事業者で対応しきれないような、あるいは営業区域をまたぐようなイベントの開催時にも区域外運送が許可される事例がある。
営業区域は市町村合併により、一つの自治体が複数の区域にまたがる例が全国で相次ぎ、地域の交通需要に応えられないケースが発生している。国土交通省では同一の市町村域は同一の営業区域に含まれることが望ましいとして、旅客流動を踏まえたうえで営業区域の見直しを行っている。タクシーの車両数についても、供給過多な都市部では新規参入の規制や減車を推進し、地方部では営業所の最低保有台数を引き下げるなどの規制緩和が行われている。

## 営業区域一覧

### 北海道運輸局
2019年（令和元年）9月2日現在で54区域。この他に条件付きで、旭川空港には通年、新千歳空港、倶知安圏、キロロリゾートには冬期限定の営業区域が設定される。
個人タクシーは2021年（令和3年）3月19日現在、★印のついた9区域。

#### 札幌運輸支局（11区域）
- 札幌交通圏★

札幌市、江別市、石狩市（旧厚田村、浜益村区域を除く）、北広島市、新千歳空港（冬期）
- 小樽市★

小樽市、赤井川村（キロロリゾート敷地内、冬期）
- 千歳圏

千歳市、恵庭市
- 岩内余市圏

共和町、岩内町、泊村、神恵内村、積丹町、古平町、仁木町、余市町、赤井川村、倶知安圏（冬期）
- 倶知安圏

蘭越町、ニセコ町、真狩村、留寿都村、喜茂別町、京極町、倶知安町、寿都町、黒松内町、島牧村
- 岩見沢圏

岩見沢市、三笠市
- 夕張圏

夕張市、由仁町、長沼町、栗山町、南幌町
- 美唄圏

美唄市、奈井江町、月形町、浦臼町
- 芦別圏

芦別市、赤平市、歌志内市、上砂川町
- 滝川圏

滝川市、砂川市、新十津川町
- 当別圏

当別町、新篠津村、石狩市（旧厚田村、浜益村区域）

#### 函館運輸支局（6区域）
- 函館交通圏★

函館市（旧南茅部町区域を除く）、北斗市、七飯町
- 松前圏

知内町、木古内町、松前町、福島町
- 檜山圏

江差町、上ノ国町、厚沢部町、乙部町、八雲町（旧熊石町区域）、せたな町、今金町
- 森圏

函館市（旧南茅部町区域）、鹿部町、森町
- 八雲圏

八雲町（旧熊石町区域を除く）、長万部町
- 奥尻島

奥尻町

#### 旭川運輸支局（12区域）
- 旭川交通圏★

旭川市、鷹栖町、当麻町、比布町、旭川空港
個人タクシーは旭川市のみ。
- 上川圏

上川町、愛別町、東神楽町、東川町
- 名寄圏

下川町、名寄市、美深町、音威子府村、中川町
- 士別圏

士別市、和寒町、剣淵町
- 稚内圏

稚内市、豊富町
- 深川圏

深川市、妹背牛町、秩父別町、雨竜町、北竜町、沼田町、幌加内町
- 富良野圏

富良野市、南富良野町、占冠村、美瑛町、上富良野町、中富良野町、旭川空港
- 留萌圏

留萌市、増毛町、小平町
- 羽幌圏

苫前町、羽幌町、初山別村、遠別町、天塩町、幌延町
- 枝幸圏

浜頓別町、中頓別町、枝幸町、猿払村
- 礼文島

礼文町
- 利尻島

利尻町、利尻富士町

#### 室蘭運輸支局（8区域）
- 室蘭市★
- 登別市
- 苫小牧交通圏★

苫小牧市、白老町、新千歳空港（冬期）
- 伊達圏

伊達市、壮瞥町
- 洞爺湖圏

豊浦町、洞爺湖町
- 勇払圏

安平町、厚真町、むかわ町
- 門別圏

日高町、平取町
- 静内圏

新冠町、新ひだか町、浦河町、様似町、えりも町

#### 釧路運輸支局（5区域）
- 釧路交通圏★

釧路市（旧阿寒町、音別町区域を除く）、釧路町
- 根室市
- 厚岸川上圏

厚岸町、浜中町、標茶町、弟子屈町
- 阿寒白糠圏

釧路市（旧阿寒町、音別町区域）、鶴居村、白糠町
- 中標津圏

別海町、中標津町、標津町、羅臼町

#### 帯広運輸支局（4区域）
- 帯広交通圏★

帯広市、音更町、芽室町、幕別町（旧忠類村区域を除く）、中札内村、更別村、池田町
個人タクシーの営業区域は中札内村、更別村、池田町を除いた区域。
- 広尾圏

豊頃町、広尾町、大樹町、幕別町（旧忠類村区域）、浦幌町
- 足寄圏

足寄町、陸別町、本別町
- 清水圏

士幌町、上士幌町、鹿追町、新得町、清水町

#### 北見運輸支局（8区域）
- 北見交通圏★

北見市（旧留辺蘂町、常呂町区域を除く）
- 常呂圏

訓子府町、置戸町、北見市（旧留辺蘂町、常呂町区域）、佐呂間町
- 網走市
- 美幌圏

大空町、美幌町、津別町
- 斜里圏

斜里町、清里町、小清水町
- 紋別市
- 西紋別圏

滝上町、興部町、西興部村、雄武町
- 遠軽圏

遠軽町、湧別町

### 東北運輸局
2022年（令和4年）4月1日現在で118区域。
個人タクシーは2022年（令和4年）4月1日現在、★印の8区域。

#### 青森運輸支局（14区域）
- 青森交通圏★

青森市（旧浪岡町区域を除く）、平内町、蓬田村
- 八戸交通圏★

八戸市、おいらせ町、階上町、五戸町（旧倉石村区域を除く）、南部町（旧名川町、福地村区域）
- 弘前交通圏

弘前市、西目屋村
- 五所川原交通圏

五所川原市、つがる市（旧柏村区域）、中泊町、板柳町、鶴田町
- 十和田交通圏

十和田市
- むつ交通圏

むつ市（旧川内町、大畑町、脇野沢村区域を除く）、東通村
- 黒石市
- 三沢市
- 西津軽郡

つがる市（旧柏村区域を除く）、鰺ヶ沢町、深浦町
- 南津軽郡

青森市（旧浪岡町区域）、平川市、藤崎町、大鰐町、田舎館村
- 上北郡

野辺地町、七戸町、六戸町、横浜町、東北町、六ヶ所村
- 三戸郡

三戸町、田子町、南部町（旧名川町、福地村区域を除く）、 五戸町（旧倉石村区域）、新郷村
- 東津軽郡

外ヶ浜町、今別町
- 下北郡

むつ市（旧川内町、大畑町、脇野沢村区域）、大間町、風間浦村、佐井村

#### 岩手運輸支局（19区域）
- 盛岡交通圏★

盛岡市（旧玉山村区域を除く）、滝沢市、矢巾町
- 宮古交通圏

宮古市（旧田老町、新里村、川井村区域を除く）、山田町
- 花巻交通圏

花巻市
- 久慈交通圏

久慈市、普代村、洋野町、野田村
- 遠野交通圏

遠野市
- 一関交通圏

一関市（旧大東町、千厩町、東山町、室根村、川崎村、藤沢町区域を除く）、平泉町
- 釜石交通圏

釜石市、大槌町
- 二戸交通圏

二戸市、八幡平市(旧安代町区域)、軽米町、九戸村、一戸町
- 大船渡交通圏

大船渡市、住田町
- 水沢市

奥州市（旧水沢市区域）
- 北上市
- 陸前高田市
- 江刺市

奥州市（旧江刺市区域）
- 岩手郡

盛岡市（旧玉山村区域）、八幡平市（旧安代町区域を除く）、雫石町、葛巻町、岩手町
- 紫波郡

紫波町
- 胆沢郡

奥州市（旧前沢町、胆沢町、衣川村区域）、金ケ崎町
- 東磐井郡

一関市（旧大東町、千厩町、東山町、室根村、川崎村、藤沢町区域）
- 下閉伊郡

宮古市（旧田老町、新里村、川井村区域）、岩泉町、田野畑村
- 和賀郡

西和賀町

#### 宮城運輸支局（25区域）
- 仙台市★
- 塩竈交通圏

塩竈市、七ヶ浜町
- 気仙沼交通圏

気仙沼市（旧本吉町区域を除く）
- 石巻市

石巻市（旧河北町、雄勝町、河南町、桃生町、北上町、牡鹿町区域を除く）
- 古川市

大崎市（旧古川市区域）
- 白石市
- 名取市
- 角田市
- 多賀城市
- 岩沼市
- 刈田郡

蔵王町、七ヶ宿町
- 柴田郡

大河原町、村田町、柴田町、川崎町
- 伊具郡

丸森町
- 亘理郡

山元町、亘理町
- 宮城郡

松島町、利府町
- 黒川郡

富谷市、大和町、大郷町、大衡村
- 加美郡

加美町、色麻町
- 志田郡

大崎市（旧松山町、三本木町、鹿島台町区域）
- 玉造郡

大崎市（旧岩出山町、鳴子町区域）
- 遠田郡

大崎市（旧田尻町区域）、涌谷町、美里町
- 栗原郡

栗原市
- 登米郡

登米市（旧津山町区域を除く）
- 桃生郡

石巻市（旧河北町、雄勝町、河南町、桃生町、北上町区域）、東松島市
- 牡鹿郡

石巻市（旧牡鹿町区域）、女川町
- 本吉郡

気仙沼市（旧本吉町区域）、登米市（旧津山町区域）、 南三陸町

#### 秋田運輸支局（17区域）
- 秋田交通圏★

秋田市
- 能代市

能代市（旧二ツ井町区域を除く）
- 横手市

横手市（旧増田町、平鹿町、雄物川町、大森町、十文字町、山内村、大雄村区域を除く）
- 大館市

大館市（旧比内町、田代町区域を除く）
- 本荘市

由利本荘市（旧本荘市区域）
- 男鹿市

男鹿市（旧若美町区域を除く）
- 湯沢市

湯沢市（旧雄勝町、稲川町、皆瀬村区域を除く）
- 大曲市

大仙市（旧大曲市区域）
- 鹿角市
- 鹿角郡

小坂町
- 北秋田郡

大館市（旧比内町、田代町区域）、北秋田市、上小阿仁村
- 山本郡

能代市（旧二ツ井町区域）、八峰町、三種町、藤里町
- 南秋田郡

男鹿市（旧若美町区域）、潟上市、井川町、八郎潟町、五城目町、大潟村
- 由利郡

由利本荘市（旧矢島町、岩城町、由利町、西目町、鳥海町、東由利町、大内町区域）、にかほ市
- 仙北郡

大仙市（旧神岡町、西仙北町、中仙町、協和町、仙北町、太田町、南外村区域）、仙北市、美郷町
- 平鹿郡

横手市（旧増田町、平鹿町、雄物川町、大森町、十文字町、山内村、大雄村区域）
- 雄勝郡

湯沢市（旧雄勝町、稲川町、皆瀬村区域）、羽後町、東成瀬村

#### 山形運輸支局（22区域）
- 山形交通圏★

山形市、上山市、天童市、山辺町
- 米沢市
- 鶴岡市

鶴岡市（旧藤島町、羽黒町、櫛引町、朝日村、温海町区域を除く）
- 酒田市

酒田市（旧八幡町、松山町、平田町区域を除く）
- 新庄市
- 寒河江市
- 村山市
- 長井市
- 東根市
- 尾花沢市
- 南陽市
- 北村山郡

大石田町
- 最上郡

最上町、舟形町、真室川町、金山町、大蔵村、戸沢村、鮭川村
- 東置賜郡

高畠町、川西町
- 東田川郡

鶴岡市（旧藤島町、羽黒町、櫛引町、朝日村区域）、庄内町、三川町
- 西田川郡

鶴岡市（旧温海町区域）
- 飽海郡

酒田市（旧八幡町、松山町、平田町区域）、遊佐町
- 西村山郡A

西川町、朝日町、大江町
- 西村山郡B

河北町
- 東村山郡A

中山町
- 西置賜郡A

白鷹町
- 西置賜郡B

小国町、飯豊町

#### 福島運輸支局（21区域）
- 福島交通圏★

福島市、伊達市（旧伊達町、保原町区域）、桑折町、国見町
- 郡山交通圏★

郡山市、本宮市、三春町、大玉村
- 会津交通圏

会津若松市、湯川村、磐梯町、会津美里町
- 白河交通圏

白河市（旧表郷村、東村、大信村区域を除く）、西郷村
- 原町交通圏

南相馬市（旧鹿島町区域を除く）、飯舘村
- 喜多方交通圏

喜多方市（旧高郷村区域を除く）
- 相馬交通圏

相馬市、南相馬市（旧鹿島町区域）、新地町
- 二本松交通圏

二本松市
- いわき市
- 須賀川市

須賀川市（旧長沼町、岩瀬村区域を除く）
- 伊達郡

伊達市（旧梁川町、霊山町、月舘町区域）、川俣町
- 岩瀬郡

須賀川市（旧長沼町、岩瀬村区域）、鏡石町、天栄村
- 南会津郡

南会津町、下郷町、只見町、檜枝岐村
- 耶麻郡

猪苗代町、北塩原村
- 耶麻・河沼郡

喜多方市（旧高郷村区域）、西会津町、会津坂下町、柳津町
- 西白河郡

白河市（旧表郷村、東村、大信村区域）、矢吹町、泉崎村、中島村
- 東白川郡

棚倉町、矢祭町、塙町、鮫川村
- 石川郡

石川町、浅川町、古殿町、玉川村、平田村
- 田村郡

田村市、小野町
- 双葉郡

広野町、楢葉町、富岡町、大熊町、双葉町、浪江町、川内村、葛尾村
- 大沼郡

三島町、金山町、昭和村

### 関東運輸局
2016年（平成28年）12月20日現在で48区域。
個人タクシーは2023年（令和5年）8月3日現在、★印の13区域。

#### 東京運輸支局（5区域）
- 特別区・武三交通圏★

東京23区、武蔵野市、三鷹市
- 北多摩交通圏★

立川市、府中市、国立市、調布市、狛江市、小金井市、国分寺市、小平市、西東京市、昭島市、武蔵村山市、東大和市、東村山市、清瀬市、東久留米市
- 南多摩交通圏★

八王子市、日野市、多摩市、稲城市、町田市
- 西多摩交通圏

青梅市、福生市、あきる野市、羽村市、瑞穂町、日の出町、奥多摩町、檜原村
- 島しょ区域

伊豆大島、新島、八丈島、神津島、三宅島、父島

#### 神奈川運輸支局（4区域）
東京国際空港の各ターミナルには「神奈川車のりば」が設置されており、京浜交通圏で営業を認可されている事業者の車両のみ入構する事ができる。ただし同空港は東京都大田区に所在し、かつ神奈川運輸支局から認可された営業区域ではないため、京浜交通圏以外への運送は引き受けられない。
- 京浜交通圏★

横浜市、川崎市、横須賀市、三浦市
- 県央交通圏★

藤沢市、茅ヶ崎市、平塚市、伊勢原市、秦野市、相模原市、大和市、座間市、海老名市、綾瀬市、厚木市、寒川町、大磯町、二宮町、愛川町、清川村、中井町
- 湘南交通圏

鎌倉市、逗子市、葉山町
- 小田原交通圏

小田原市、南足柄市、大井町、開成町、山北町、松田町、箱根町、湯河原町、真鶴町

#### 千葉運輸支局（9区域）
- 京葉交通圏★

市川市、船橋市、習志野市、鎌ケ谷市、八千代市、浦安市
- 東葛交通圏★

松戸市、柏市、流山市、野田市、我孫子市
- 千葉交通圏★

千葉市、四街道市
- 北総交通圏

佐倉市、成田市、香取市、八街市、印西市、富里市、白井市、酒々井町、栄町、多古町、神崎町、東庄町、芝山町
- 東総交通圏

銚子市、匝瑳市、旭市
- 山武・東金交通圏

東金市、山武市、大網白里市、九十九里町、横芝光町
- 市原交通圏

市原市
- 外房交通圏

茂原市、勝浦市、いすみ市、一宮町、睦沢町、白子町、長柄町、長南町、長生村、御宿町、大多喜町
- 南房交通圏

木更津市、君津市、袖ケ浦市、富津市、鴨川市、館山市、南房総市、鋸南町

#### 埼玉運輸支局（5区域）
- 県南中央交通圏★

川口市、さいたま市、鴻巣市、上尾市、蕨市、戸田市、桶川市、北本市、伊奈町
- 県南東部交通圏★

春日部市、草加市、越谷市、久喜市、八潮市、三郷市、蓮田市、幸手市、吉川市、加須市（旧北川辺町、大利根町区域）、白岡市、宮代町、杉戸町、松伏町
- 県南西部交通圏★

川越市、所沢市、飯能市、東松山市、狭山市、入間市、朝霞市、志木市、和光市、新座市、富士見市、ふじみ野市、坂戸市、鶴ヶ島市、日高市、三芳町、毛呂山町、越生町、滑川町、嵐山町、小川町、ときがわ町、川島町、吉見町、鳩山町、東秩父村
- 県北交通圏

熊谷市、行田市、加須市（旧北川辺町、大利根町区域を除く）、本庄市、羽生市、深谷市、美里町、上里町、寄居町
- 秩父交通圏

秩父市、横瀬町、皆野町、長瀞町、小鹿野町

#### 群馬運輸支局（4区域）
- 東毛交通圏

太田市、館林市、桐生市、みどり市、大泉町、板倉町、明和町、千代田町、邑楽町
- 沼田・利根交通圏

沼田市、みなかみ町、川場村、昭和村、片品村
- 渋川・吾妻交通圏

渋川市、東吾妻町、高山村、中之条町、長野原町、草津町、嬬恋村
- 中・西毛交通圏★

前橋市、高崎市、伊勢崎市、玉村町、安中市、富岡市、藤岡市、吉岡町、榛東村、神流町、上野村、甘楽町、下仁田町、南牧村、埼玉県神川町

#### 茨城運輸支局（5区域）
- 県北交通圏

北茨城市、高萩市、日立市、常陸太田市、常陸大宮市、大子町、城里町
- 水戸県央交通圏

ひたちなか市、水戸市、笠間市、那珂市、東海村、大洗町、茨城町
- 鹿行交通圏

鹿嶋市、潮来市、神栖市、行方市、鉾田市
- 県南交通圏

石岡市、つくば市、土浦市、牛久市、龍ケ崎市、取手市、守谷市、稲敷市、かすみがうら市、つくばみらい市、小美玉市、阿見町、美浦村、河内町、利根町
- 県西交通圏

筑西市、古河市、坂東市、下妻市、常総市、結城市、桜川市、八千代町、境町、五霞町

#### 栃木運輸支局（5区域）
- 宇都宮交通圏★

宇都宮市、鹿沼市、下野市、栃木市（旧西方町区域）、上三川町、壬生町
- 県南交通圏

足利市、栃木市（旧西方町区域を除く）、佐野市、小山市、野木町
- 塩那交通圏

大田原市、矢板市、那須塩原市、さくら市、那須烏山市、塩谷町、高根沢町、那珂川町、那須町
- 芳賀・真岡交通圏

真岡市、益子町、茂木町、市貝町、芳賀町
- 日光交通圏

日光市

#### 山梨運輸支局（6区域）
- 甲府交通圏

甲府市、甲斐市、中央市、昭和町
- 東八・東山交通圏

山梨市、甲州市、笛吹市
- 峡西交通圏

南アルプス市、市川三郷町、富士川町
- 峡北交通圏

韮崎市、北杜市
- 峡南交通圏

南部町、早川町、身延町
- 東部・富士北麓交通圏

大月市、都留市、富士吉田市、上野原市、小菅村、丹波山村、忍野村、富士河口湖町、道志村、鳴沢村、西桂町、山中湖村

### 北陸信越運輸局
2022年（令和4年）10月4日時点で80区域。
個人タクシーは2022年（令和4年）4月1日現在、★印の5区域。

#### 新潟運輸支局（37区域）
- 新潟交通圏★

新潟市（旧新潟市、豊栄市、亀田町区域）、聖籠町
- 長岡交通圏

長岡市（旧長岡市、越路町、山古志村区域）
- 上越交通圏

上越市（旧上越市、頸城村、清里村、板倉町、三和村、名立町区域）
- 新発田市A

新発田市（旧新発田市区域）
- 三条市A

三条市（旧三条市区域）
- 柏崎市A

柏崎市（旧柏崎市区域）
- 新潟市B

新潟市（旧新津市、横越町、小須戸町区域）
- 新潟市C

新潟市（旧白根市区域）
- 新潟市F・燕市B・西蒲原郡

新潟市（旧岩室村、西川町、味方村、潟東村、月潟村、中之口村、巻町区域）、燕市（旧分水町、吉田町区域）、弥彦村
- 村上市A

村上市（旧村上市区域）
- 村上市B・岩船郡A

村上市（旧山北町、朝日村区域）、粟島浦村
- 村上市C・岩船郡B

村上市（旧神林村、荒川町区域）、関川村
- 新発田市B・胎内市

新発田市（旧加治川村、紫雲寺町区域）、胎内市
- 阿賀野市・新発田市C

阿賀野市、新発田市（旧豊浦町区域）
- 東蒲原郡

阿賀町
- 五泉市
- 南蒲原郡

田上町
- 加茂市
- 燕市A

燕市（旧燕市区域）
- 見附市
- 長岡市C・三条市B

長岡市（旧中之島町区域）、三条市（旧栄町、下田村区域）
- 長岡市D・三島郡

長岡市（旧三島町、寺泊町、和島村、与板町区域）、出雲崎町
- 長岡市E

長岡市（旧小国町区域）
- 長岡市F

長岡市（旧栃尾市区域）
- 魚沼市・長岡市G

魚沼市、長岡市（旧川口町区域）
- 小千谷市
- 柏崎市B・刈羽郡

柏崎市（旧西山町区域）、刈羽村
- 柏崎市C

柏崎市（旧高柳町区域）
- 南魚沼市・南魚沼郡

南魚沼市、湯沢町
- 十日町市A

十日町市（旧十日町市、川西町区域）
- 上越市B・十日町市B

上越市（旧大島村、浦川原村、安塚町、牧村区域）、十日町市（旧松代町、松之山町区域）
- 十日町市D・中魚沼郡

十日町市（旧中里村区域）、津南町
- 上越市C

上越市（旧柿崎町、吉川町、大潟町区域）
- 上越市F・妙高市B

上越市（旧中郷村区域）、妙高市（旧妙高高原町、妙高村区域）
- 妙高市A

妙高市（旧妙高高原町、妙高村区域を除く）
- 糸魚川市
- 佐渡市

#### 長野運輸支局（23区域）
- 長野交通圏★

長野市（旧豊野町、信州新町、中条村区域を除く）、千曲市、坂城町
- 松本交通圏★

松本市（旧四賀村、梓川村区域を除く）、塩尻市（旧楢川村区域を除く）、山形村、朝日村
- 上田市A

上田市（旧丸子町、真田町、武石村区域を除く）
- 飯田市A

飯田市（旧上村、南信濃村区域を除く）
- 北信濃交通圏

長野市（旧豊野町区域）、須坂市、信濃町、飯綱町、小布施町、高山村
- 奥信濃交通圏

飯山市、中野市、山ノ内町、木島平村、野沢温泉村、栄村
- 長野市C・上水内郡B

長野市（旧信州新町、中条村区域）、小川村
- 上田市B・東御市A・小県郡

上田市（旧丸子町、真田町、武石村区域）、東御市（旧北御牧村区域を除く）、長和町、青木村
- 佐久交通圏

佐久市（旧臼田町、望月町、浅科村区域を除く）、小諸市、軽井沢町、御代田町
- 佐久市B・南佐久郡

佐久市（旧臼田町区域）、佐久穂町、小海町、北相木村、南相木村、南牧村、川上村
- 佐久市C・北佐久郡B・東御市B

佐久市（旧望月町、浅科村区域）、東御市（旧北御牧村区域）、立科町
- 松本市B

松本市（旧四賀村区域）
- 松本市C

松本市（旧梓川村区域）
- 北アルプスあづみの交通圏

安曇野市、大町市、池田町、松川村、白馬村、小谷村、筑北村、麻績村、生坂村
- 塩尻市B・木曽郡

塩尻市（旧楢川村区域）、木曽町、上松町、南木曽町、木祖村、王滝村、大桑村
- 諏訪交通圏

岡谷市、諏訪市、茅野市、下諏訪町
- 諏訪郡A

富士見町、原村
- 伊那市A

伊那市（旧高遠町、長谷村区域を除く）
- 伊那市B・上伊那郡A

伊那市（旧高遠町、長谷村区域）、辰野町、箕輪町、南箕輪村
- 上伊那郡B

宮田村
- 上伊那郡C

飯島町、中川村
- 駒ヶ根市
- 飯田市B・下伊那郡

飯田市（旧上村、南信濃村区域）、松川町、高森町、阿南町、阿智村、平谷村、根羽村、下條村、売木村、天龍村、泰阜村、喬木村、豊丘村、大鹿村

#### 富山運輸支局（8区域）
- 富山交通圏★

富山市
- 高岡・氷見交通圏

高岡市（旧福岡町区域を除く）、射水市、氷見市
- 砺波市B・南砺市

砺波市（旧庄川町区域）、南砺市
- にいかわ交通圏

黒部市、魚津市、滑川市、入善町、朝日町
- 中新川郡

立山町、上市町、舟橋村
- 高岡市B

高岡市（旧福岡町区域）
- 砺波市A

砺波市（旧庄川町区域を除く）
- 小矢部市

#### 石川運輸支局（12区域）
- 金沢交通圏★

金沢市、白山市（旧松任市、美川町、鶴来町区域）、かほく市、野々市市、津幡町、内灘町
- 南加賀交通圏

小松市、加賀市、能美市、川北町
- 珠洲市
- 輪島市A

輪島市（旧門前町区域を除く）
- 輪島市B・鳳珠郡B

輪島市（旧門前町区域）、能登町（旧内浦町区域を除く）、穴水町
- 鳳珠郡A

能登町（旧内浦町区域）
- 七尾市A

七尾市（旧田鶴浜町、中島町、能登島町区域を除く）
- 七尾市B・鹿島郡

七尾市（旧田鶴浜町、中島町、能登島町区域）、中能登町
- 羽咋市
- 羽咋郡A

宝達志水町
- 羽咋郡B

志賀町
- 白山市B

白山市（旧河内村、吉野谷村、鳥越村、尾口村、白峰村区域）

### 中部運輸局
2019年（令和元年）10月1日時点で46区域。
個人タクシーは2023年（令和5年）8月10日現在、★印の9区域。

#### 愛知運輸支局（9区域）
- 名古屋交通圏★

名古屋市、瀬戸市、津島市、尾張旭市、豊明市、日進市、愛西市、清須市、北名古屋市、弥富市、あま市、長久手市、東郷町、豊山町、大治町、蟹江町、飛島村
- 知多交通圏

半田市、常滑市、東海市、大府市、知多市、阿久比町、東浦町、南知多町、美浜町、武豊町
- 尾張北部交通圏

春日井市、犬山市、江南市、小牧市、岩倉市、大口町、扶桑町
- 尾張西部交通圏

一宮市、稲沢市
- 西三河北部交通圏★

岡崎市、豊田市、みよし市、幸田町
- 西三河南部交通圏

碧南市、刈谷市、安城市、西尾市、知立市、高浜市
- 東三河南部交通圏★

豊橋市、豊川市、蒲郡市、新城市（旧鳳来町、作手村区域を除く）、田原市
- 北設楽郡

設楽町、東栄町、豊根村
- 南設楽郡

新城市（旧鳳来町、作手村区域）

#### 静岡運輸支局（10区域）
- 静清交通圏★

静岡市
- 浜松交通圏★

浜松市（旧天竜市、春野町、龍山村、佐久間町、水窪町区域を除く）、湖西市、磐田市（旧竜洋町、豊田町区域）
- 富士・富士宮交通圏

富士宮市、富士市
- 沼津・三島交通圏★

沼津市（旧戸田村区域を除く）、三島市、伊豆の国市（旧伊豆長岡町、韮山町区域）、函南町、清水町、長泉町
- 御殿場交通圏

御殿場市、裾野市、小山町
- 伊豆交通圏

沼津市（旧戸田村区域）、熱海市、伊東市、下田市、伊豆市、伊豆の国市（旧大仁町区域）、東伊豆町、河津町、南伊豆町、松崎町、西伊豆町
- 磐田・掛川交通圏

浜松市（旧春野町区域）、磐田市（旧竜洋町、豊田町、豊岡村区域を除く）、掛川市、袋井市、御前崎市（旧浜岡町区域）、菊川市、森町
- 藤枝・焼津交通圏

島田市、焼津市、藤枝市、牧之原市、吉田町、川根本町、御前崎市（旧御前崎町区域）
- 天竜市

浜松市（旧天竜市区域）
- 磐田郡

浜松市（旧龍山村、佐久間町、水窪町区域）、磐田市（旧豊岡村区域）

#### 岐阜運輸支局（10区域）
- 岐阜交通圏★

岐阜市、羽島市、山県市、瑞穂市、本巣市、各務原市（旧川島町区域）、岐南町、笠松町、北方町
- 大垣交通圏

大垣市、海津市、養老町、垂井町、関ケ原町、神戸町、輪之内町、安八町、揖斐川町、大野町、池田町
- 高山交通圏

高山市、飛騨市、白川村
- 東濃西部交通圏

多治見市、瑞浪市、土岐市
- 東濃東部交通圏

中津川市、恵那市
- 美濃・可児交通圏

関市（旧洞戸村、板取村、武芸川町、武儀町、上之保村区域を除く）、美濃市、美濃加茂市、各務原市（旧川島町区域を除く）、可児市、坂祝町、富加町、御嵩町
- 下呂市
- 郡上市
- 武儀郡

関市（旧洞戸村、板取村、武芸川町、武儀町、上之保村区域）
- 加茂郡

川辺町、七宗町、八百津町、白川町、東白川村

#### 三重運輸支局（9区域）
- 北勢交通圏

四日市市、桑名市、鈴鹿市、亀山市、いなべ市、木曽岬町、東員町、菰野町、朝日町、川越町
- 津交通圏

津市、松阪市（旧嬉野町、三雲町区域）
- 伊勢・志摩交通圏★

伊勢市、鳥羽市、志摩市、玉城町、度会町、大紀町、南伊勢町
- 松阪交通圏

松阪市（旧嬉野町、三雲町区域を除く）、多気町、明和町、大台町
- 伊賀交通圏

名張市、伊賀市
- 尾鷲市
- 熊野市
- 北牟婁郡

紀北町
- 南牟婁郡

御浜町、紀宝町

#### 福井運輸支局（8区域）
- 福井交通圏★

福井市、鯖江市、あわら市、坂井市、永平寺町、越前町（旧朝日町区域）
- 敦賀交通圏

敦賀市、美浜町、若狭町（旧三方町区域）
- 武生交通圏

越前市、池田町、南越前町、越前町（旧朝日町区域を除く）
- 勝山市
- 大野市
- 小浜市
- 大飯郡

高浜町、おおい町
- 遠敷郡

若狭町（旧上中町区域）

### 近畿運輸局
2019年（令和元年）10月7日時点で35区域。個人タクシーは2019年（令和元年）8月1日現在、★印の8区域。
一部の営業区域は大阪国際空港または関西国際空港まで拡大できるが、関西国際空港のみ空港を発地とする条件がある。

#### 大阪運輸支局（7区域）
- 大阪市域交通圏★

大阪市、豊中市、吹田市、守口市、門真市、東大阪市、八尾市、堺市（旧美原町区域を除く）、大阪国際空港、関西国際空港（発地限定）
- 北摂交通圏★

池田市、箕面市、茨木市、高槻市、摂津市、島本町、大阪国際空港
- 河北交通圏

枚方市、寝屋川市、交野市、四條畷市、大東市
- 河南交通圏

松原市、藤井寺市、柏原市、羽曳野市、関西国際空港（発地限定）
- 河南B交通圏

富田林市、河内長野市、大阪狭山市、堺市（旧美原町区域）、太子町、河南町、千早赤阪村、関西国際空港（発地限定）
- 泉州交通圏

泉大津市、和泉市、高石市、岸和田市、貝塚市、泉佐野市、泉南市、阪南市、忠岡町、熊取町、田尻町、岬町
- 豊能郡

豊能町、能勢町
なお、大阪・関西万博を契機に大阪府内のタクシー事業者が所属営業区域を越えて府内全域の運送が、事業者の申請次第可能となっている。

#### 京都運輸支局（4区域）
- 京都市域交通圏★

京都市（旧京北町区域を除く）、向日市、長岡京市、宇治市、八幡市、城陽市、京田辺市、木津川市、大山崎町、久御山町、井手町、宇治田原町、笠置町、和束町、精華町、南山城村
- 中部交通圏

亀岡市、京都市（旧京北町区域）、南丹市、京丹波町
- 中丹交通圏

福知山市、舞鶴市、綾部市
- 丹後交通圏

宮津市、京丹後市、伊根町、与謝野町

#### 神戸運輸監理部兵庫陸運部（6区域）
- 神戸市域交通圏★

神戸市、尼崎市、西宮市、芦屋市、伊丹市、宝塚市、川西市、明石市、猪名川町、大阪国際空港
- 姫路・西播磨交通圏★

姫路市、赤穂市、相生市、宍粟市、たつの市、市川町、福崎町、神河町、佐用町、太子町、上郡町
個人タクシーは姫路市（旧香寺町、安富町、家島町、夢前町区域を除く）
- 東播磨交通圏

加古川市、高砂市、加西市、小野市、三木市、三田市、西脇市、加東市、稲美町、播磨町、多可町
- 丹波交通圏

丹波篠山市、丹波市
- 但馬交通圏

豊岡市、養父市、朝来市、香美町、新温泉町
- 淡路島交通圏

洲本市、南あわじ市、淡路市

#### 奈良運輸支局（7区域）
- 奈良市域交通圏★

奈良市（旧都祁村区域を除く）
個人タクシーは奈良市（旧月ヶ瀬村、都祁村区域を除く）
- 生駒交通圏

生駒市、大和郡山市、平群町、三郷町、斑鳩町、安堵町
- 西大和交通圏

香芝市、葛城市、上牧町、王寺町、広陵町、河合町、川西町、三宅町、田原本町
- 山の辺交通圏

天理市、桜井市、奈良市（旧都祁村区域）、山添村
- 中部交通圏

大和高田市、橿原市、高取町、明日香村
- 金剛交通圏

御所市、五條市
- 大台交通圏

宇陀市、曽爾村、御杖村、吉野町、大淀町、下市町、黒滝村、天川村、野迫川村、十津川村、下北山村、上北山村、川上村、東吉野村

#### 滋賀運輸支局（7区域）
- 大津市域交通圏★

大津市
- 湖南交通圏

草津市、守山市、栗東市、野洲市
- 中部交通圏

近江八幡市、東近江市（旧愛東町、湖東町区域を除く）、日野町、竜王町
- 湖東交通圏

彦根市、東近江市（旧愛東町、湖東町区域）、愛荘町、豊郷町、甲良町、多賀町
- 湖西交通圏

高島市
- 湖北交通圏

長浜市、米原市
- 甲賀交通圏

甲賀市、湖南市

#### 和歌山運輸支局（4区域）
- 和歌山市域交通圏★

和歌山市、海南市、紀の川市、岩出市、紀美野町、かつらぎ町（旧花園村区域を除く）、関西国際空港（発地限定）
個人タクシーは和歌山市、海南市（旧下津町区域を除く）
- 橋本交通圏

橋本市、九度山町、高野町、かつらぎ町（旧花園村区域）
- 中紀交通圏

有田市、御坊市、湯浅町、広川町、有田川町、由良町、日高町、美浜町、印南町、日高川町
- 紀南交通圏

田辺市、新宮市、みなべ町、白浜町、上富田町、すさみ町、那智勝浦町、太地町、古座川町、北山村、串本町

### 中国運輸局
2016年（平成28年）12月20日時点で73区域。
個人タクシーは2023年（令和5年）8月2日現在、★印の9区域。

#### 広島運輸支局（20区域）
- 広島交通圏★

広島市（旧湯来町区域を除く）、廿日市市（旧佐伯町、吉和村、大野町、宮島町区域を除く）、府中町、海田町、熊野町、坂町
- 呉市A★

呉市（旧豊浜町、豊町区域を除く）
- 呉市B

呉市（旧豊浜町、豊町区域）
- 竹原市

竹原市、三原市（広島空港区域）
- 東広島市

東広島市、三原市（広島空港区域）
- 三原市
- 尾道市

尾道市（浦崎町区域を除く）
- 福山交通圏★

福山市、尾道市（浦崎町区域）
- 府中市
- 三次市
- 庄原市
- 大竹市
- 江田島市
- 安芸高田市
- 山県郡

安芸太田町、北広島町
- 世羅郡

世羅町
- 神石郡

神石高原町
- 豊田郡

大崎上島町
- 佐伯交通圏

廿日市市（旧佐伯町、吉和村、大野町区域）、広島市（旧湯来町区域）
- 宮島

廿日市市（旧宮島町区域）

#### 鳥取運輸支局（7区域）
- 鳥取交通圏

鳥取市、岩美町
- 米子交通圏

米子市、日吉津村、境港市（米子空港区域）
- 倉吉交通圏

倉吉市、琴浦町、湯梨浜町、北栄町、三朝町
- 境港市
- 八頭郡

八頭町、若桜町、智頭町
- 西伯郡

南部町、伯耆町、大山町
- 日野郡

日野町、日南町、江府町

#### 島根運輸支局（12区域）
- 松江市
- 浜田市
- 出雲市
- 益田市
- 大田市
- 安来市
- 江津市
- 雲南交通圏

雲南市、飯南町
- 仁多郡

奥出雲町
- 邑智郡

美郷町、邑南町、川本町
- 鹿足郡

津和野町、吉賀町
- 隠岐郡

隠岐の島町、海士町、西ノ島町、知夫村

#### 岡山運輸支局（20区域）
- 岡山市★

岡山市（旧瀬戸町、建部町区域を除く）
- 倉敷交通圏★

倉敷市、早島町
- 津山市
- 玉野市
- 笠岡市
- 井原交通圏

井原市、矢掛町
- 総社市
- 高梁市
- 新見市
- 備前市
- 赤磐交通圏

赤磐市、岡山市（旧瀬戸町区域）
- 瀬戸内市
- 美作交通圏

美作市、西粟倉村
- 真庭交通圏

真庭市、新庄村
- 和気郡

和気町
- 浅口交通圏

浅口市、里庄町
- 加賀郡及び岡山市建部町

吉備中央町、岡山市（旧建部町区域）
- 苫田郡

鏡野町
- 勝田郡

勝央町、奈義町
- 久米郡

美咲町、久米南町

#### 山口運輸支局（14区域）
- 下関市★
- 宇部市★
- 山口市

山口市（旧阿東町区域を除く）
- 萩交通圏

萩市、阿武町、山口市（旧阿東町区域）
- 周南市★
- 防府市
- 下松市
- 岩国交通圏★

岩国市、和木町
- 山陽小野田市
- 光市
- 長門市
- 柳井交通圏

柳井市、上関町、田布施町、平生町
- 美祢市
- 大島郡

周防大島町

### 四国運輸局
2023年（令和5年）8月10日時点で38区域。
個人タクシーは2023年（令和5年）8月8日現在、★印の4区域。

#### 香川運輸支局（9区域）
- 高松交通圏★

高松市（島嶼部を除く）
- 東讃交通圏

東かがわ市、さぬき市
- 中讃交通圏

坂出市（島嶼部を除く）、丸亀市（島嶼部を除く）、善通寺市、宇多津町、多度津町（島嶼部を除く）、琴平町、まんのう町
- 小豆島交通圏

小豆島町、土庄町（島嶼部を除く）
- 西讃交通圏

観音寺市（島嶼部を除く）、三豊市（島嶼部を除く）
- 木田郡三木町

三木町
- 綾歌郡綾川町（旧綾上町）

綾川町（旧綾上町区域）
- 綾歌郡綾川町（旧綾南町）

綾川町（旧綾南町区域）
- 香川郡直島町

直島町
- 交通圏等の最小行政区画から除かれた島嶼

豊島

#### 徳島運輸支局（9区域）
- 徳島交通圏★

徳島市、石井町、神山町、佐那河内村、勝浦町、上勝町
- 阿南交通圏

阿南市（島嶼部を除く）、那賀町
- 鳴門交通圏

鳴門市、阿波市（旧吉野町、土成町区域）、松茂町、北島町、藍住町、板野町、上板町
- 西部交通圏

阿波市（旧市場町、阿波町区域）、吉野川市（旧山川町、美郷村区域）、美馬市、つるぎ町
- 海部交通圏

美波町、牟岐町（島嶼部を除く）、海陽町
- 三好交通圏

三好市、東みよし町
- 小松島市
- 吉野川市鴨島町

吉野川市（旧鴨島町区域）
- 吉野川市川島町

吉野川市（旧川島町区域）

#### 愛媛運輸支局（13区域）
- 松山交通圏★

松山市（島嶼部を除く）、東温市、砥部町、松前町
- 宇摩交通圏

四国中央市
- 東予交通圏

新居浜市（島嶼部を除く）、西条市
- 今治交通圏

今治市（旧吉海町、宮窪町、伯方町、上浦町、大三島町区域及び島嶼部を除く）
- 伊予交通圏

伊予市
- 大洲交通圏

大洲市（島嶼部を除く）、内子町（旧小田町区域を除く）
- 八幡浜交通圏

八幡浜市（島嶼部を除く）、西予市、伊方町
- 宇和島交通圏

宇和島市（島嶼部を除く）、松野町、鬼北町、愛南町
- 越智島嶼部交通圏

今治市（旧吉海町、宮窪町、伯方町、上浦町、大三島町区域）
- 上浮穴交通圏

久万高原町、内子町（旧小田町区域）
- 松山市（旧温泉郡中島町）

松山市（旧中島町区域）
- 今治市（旧越智郡関前村）

今治市（旧関前村区域）
- 越智郡上島町

上島町

#### 高知運輸支局（7区域）
- 高知交通圏★

高知市、いの町（旧吾北村、本川村区域を除く）
- 安芸交通圏

室戸市、安芸市、東洋町、奈半利町、田野町、安田町、北川村、馬路村、芸西村
- 南国交通圏

南国市、香美市、香南市
- 土佐交通圏

土佐市、仁淀川町、いの町（旧吾北村、本川村区域に限る）、佐川町、越知町、日高村
- 高幡交通圏

須崎市、中土佐町、梼原町、津野町、四万十町
- 幡多交通圏

四万十市、宿毛市（島嶼部を除く）、土佐清水市、黒潮町、大月町、三原村
- 嶺北交通圏

本山町、大豊町、土佐町、大川村

### 九州運輸局
2018年（平成30年）10月1日時点で120区域。
個人タクシーは2019年（令和元年）8月1日現在、★印の12区域。

#### 福岡運輸支局（22区域）
- 福岡交通圏★

福岡市、春日市、大野城市、筑紫野市、太宰府市、古賀市、糸島市、那珂川市、宇美町、篠栗町、志免町、須恵町、新宮町、久山町、粕屋町
- 北九州交通圏★

北九州市、中間市、芦屋町、水巻町、岡垣町、遠賀町
- 宗像交通圏

宗像市、福津市
- 京築交通圏

行橋市、豊前市、苅田町、みやこ町、吉富町、上毛町、築上町
- 田川交通圏

田川市、香春町、添田町、糸田町、川崎町、大任町、赤村、福智町
- 筑豊交通圏

直方市、宮若市、小竹町、鞍手町、飯塚市
- 大牟田市★
- 久留米市★
- 柳川市
- 八女市
- 筑後市
- 大川市
- 小郡市
- うきは市
- 嘉麻市
- 朝倉市
- みやま市
- 嘉穂郡

桂川町
- 朝倉郡

筑前町、東峰村
- 三井郡

大刀洗町
- 三潴郡

大木町
- 八女郡

広川町

#### 佐賀運輸支局（16区域）
- 佐賀市★
- 唐津市
- 鳥栖市
- 多久市
- 伊万里市
- 武雄市
- 鹿島市
- 小城市
- 嬉野市
- 神埼市
- 神埼郡

吉野ヶ里町
- 三養基郡

基山町、上峰町、みやき町
- 東松浦郡

玄海町
- 西松浦郡

有田町
- 杵島郡

大町町、江北町、白石町
- 藤津郡

太良町

#### 長崎運輸支局（14区域）
- 長崎交通圏★

長崎市、長与町、時津町
- 島原交通圏

島原市、雲仙市、南島原市
- 佐世保市★
- 諫早市
- 大村市
- 平戸市
- 松浦市
- 対馬市
- 壱岐市
- 五島市
- 西海市
- 東彼杵郡

東彼杵町、川棚町、波佐見町
- 北松浦郡

小値賀町、佐々町
- 南松浦郡

新上五島町

#### 熊本運輸支局（18区域）
- 熊本交通圏★

熊本市、合志市、菊陽町、益城町、嘉島町
- 阿蘇交通圏

阿蘇市、南小国町、小国町、高森町、産山村、西原村、南阿蘇村
- 八代交通圏

八代市、氷川町
- 天草交通圏

上天草市、天草市、苓北町
- 人吉市
- 荒尾市
- 水俣市
- 玉名市
- 山鹿市
- 菊池市
- 宇土市
- 宇城市
- 下益城郡

美里町
- 玉名郡

玉東町、南関町、長洲町、和水町
- 菊池郡

大津町
- 上益城郡

御船町、甲佐町、山都町
- 葦北郡

芦北町、津奈木町
- 球磨郡

錦町、多良木町、湯前町、あさぎり町、水上村、相良村、五木村、山江村、球磨村

#### 大分運輸支局（17区域）
- 大分市★
- 別府市★
- 中津市
- 日田市
- 佐伯市
- 臼杵市
- 津久見市
- 竹田市
- 豊後高田市
- 杵築市
- 宇佐市
- 豊後大野市
- 由布市
- 国東市
- 東国東郡

姫島村
- 速見郡

日出町
- 玖珠郡

玖珠町、九重町

#### 宮崎運輸支局（11区域）
- 宮崎交通圏★

宮崎市、国富町、綾町
- 都城交通圏

都城市、三股町
- 小林交通圏

小林市、えびの市、高原町
- 延岡市
- 日南市
- 日向市
- 串間市
- 西都市
- 児湯郡

高鍋町、新富町、木城町、川南町、都農町、西米良村
- 東臼杵郡

門川町、美郷町、諸塚村、椎葉村
- 西臼杵郡

高千穂町、日之影町、五ヶ瀬町

#### 鹿児島運輸支局（22区域）
- 鹿児島市★
- 川薩交通圏

薩摩川内市、さつま町
- 大島交通圏

奄美市、龍郷町、大和村、宇検村、瀬戸内町（大島本島区域）
- 曽於交通圏

曽於市、志布志市、大崎町
- 鹿屋交通圏

鹿屋市、東串良町
- 鹿児島空港交通圏

霧島市、姶良市、湧水町
- 枕崎市
- 阿久根市
- 出水市
- 指宿市
- 西之表市
- 垂水市
- 日置市
- いちき串木野市
- 南さつま市
- 南九州市
- 伊佐市
- 鹿児島郡

三島村、十島村
- 出水郡

長島町
- 肝属郡

錦江町、南大隅町、肝付町
- 熊毛郡

中種子町、南種子町、屋久島町
- 大島郡

瀬戸内町（大島本島区域を除く）、喜界町、徳之島町、天城町、伊仙町、和泊町、知名町、与論町

### 内閣府沖縄総合事務局
2023年（平成31年）2月19日現在、沖縄県内の営業区域は島しょごとに設定されている。橋梁により接続されている島しょは一つの島しょとして扱う。
個人タクシーは2023年（令和5年）8月1日現在、★印の1区域。

#### 運輸部
- 沖縄本島★
- 伊江島
- 久米島
- 渡嘉敷島
- 宮古島
- 石垣島
- 竹富島
- 西表島
- 与那国島　ほか